# Качурка вилохвоста
Качурка вилохвоста (Oceanodroma monorhis) — вид морських буревісникоподібних птахів родини качуркових (Hydrobatidae).

## Поширення
Вид гніздиться на дрібних скелястих островах на заході Тихого океану вздовж узбережжя Росії, Японії, Кореї, Тайваню та китайського півострова Шаньдун. Найбільша гніздова колонія знаходиться на острові Верховський неподалік Владивостока (7500 гніздових пар). На зимівлю птахи мігрують вздовж узбережжя Азії до західної частини Індійського океану.

## Опис
Дрібний птах: тіло завдовжки 18-21 см, розмах крил 45-48 см. Зовні нагадує качурку північну, але темнішого забарвлення і без білого кольору на крижах.

## Спосіб життя
Це суто морські птахи, виходять на берег лише для відкладення яєць та виховання пташенят. Живляться планктонними ракоподібними та дрібною рибою. Гніздяться колоніями на важкодоступних островах. Відкладають одне яйце.